# Øster Sandbjerg
Øster Sandbjerg er et boligområde og en bydel i Hørsholm byområde, som det er forbundet til via Vedbæk. Øster Sandbjerg ligger to kilometer nord for Trørød og to kilometer vest for Vedbæk. Fra Københavns centrum er der 24 kilometer til Øster Sandbjerg. Bydelen er er beliggende i Rudersdal Kommune og Hørsholm Kommune desuden tilhører den Birkerød Sogn.